# Charly Grosskost
Charly Grosskost (Eckbolsheim, 5 de marzo de 1944–Saverne, 19 de junio de 2004) fue un deportista francés que compitió en ciclismo en las modalidades de ruta y pista. En 1968 ganó el prólogo del Giro de Italia y dos etapas del Tour de Francia.
En pista obtuvo dos medallas en el Campeonato Mundial de Ciclismo en Pista, plata en 1971 y bronce en 1970.
Murió en 2004, después de ser atropellado por un coche cuando iba en bicicleta con unos amigos.

## Trayectoria deportiva

### Primeros años
Los primeros éxitos de Grosskost vinieron a los 19 años, cuando ganó una etapa de la Ruta de Francia y también la Estrasburgo-Campagne. En 1965 ganó la Ruta de Francia y cinco de sus siete etapas. De esta manera se erigió com uno de los máximos favoritos para ganar el Tour del Porvenir, pero una prueba antidopaje provocó su descalificación y una suspensión por un año.

### Carrera profesional
Grosskost corrió para Peugeot desde mayo de 1966, al lado de Eddy Merckx, a quien consiguió batir en el prólogo del Giro. Después fue fichado por el equipo Bic, al lado de Jacques Anquetil.
En 1968, ganó el prólogo del Giro de Italia y se convirtió en el tercer galo en llevar la maglia rosa de líder después de Louison Bobet y Raphaël Géminiani. Ese mismo año, Grosskost ganó el prólogo del Tour de Francia en Vittel y la primera etapa convencional. Llevó el maillot amarillo de líder durante tres días y acabó la carrera en el puesto 17.

## Medallero internacional
| Campeonato Mundial | Campeonato Mundial      | Campeonato Mundial | Campeonato Mundial         |
| Año                | Lugar                   | Medalla            | Competición                |
| ------------------ | ----------------------- | ------------------ | -------------------------- |
| 1970               | Leicester (Reino Unido) | Medalla de bronce  | Persecución individual (P) |
| 1971               | Varese (Italia)         | Medalla de plata   | Persecución individual (P) |

## Palmarés en ruta
- 1967 
  - 1.º en Brignoles
  - 1.º en Lanrivain
  - 1.º en Remiremont
- 1968 
  - 1.º en Pommerit-le-Vicomte
  - 1.º en Quillan
  - 1.º en Remiremont
  - Vencedor de 2 etapas en el Tour de Francia
  - Vencedor de una etapa en el Giro de Italia
  - Vencedor de una etapa en la París-Niza
- 1969 
  - 1.º en Binic
- 1970 
  - 1.º en Metz
  - 1.º en el Premio de Saint-Tropez
  - 1.º en el Premio de Saint-Hilaire du Harcouët
- 1971 
  - 1.º en Plumeliau
  - 1.º en el Premio de Saint-Tropez
  - 1.º de la Ronde de Carnaval d'Aix-en-Provence
  - Vencedor de una etapa en el Tour de Picardie
  - Vencedor de 2 etapas en los Cuatro días de Dunkerque
- 1972 
  - 1r a Eckbolsheim
  - Vencedor de una etapa en el Tour de Picardie
  - Vencedor de 2 etapas en el Etoile des Espoirs

### Resultados en el Tour de Francia
- 1968. 17.º de la clasificación general. Vencedor de 2 etapas. Lleva el mallot groc durante 2 etapas
- 1969. Abandona (9.º etapa)
- 1970. Abandona (13.º etapa)
- 1971. 48.º de la clasificación general
- 1973. 67.º de la clasificación general

### Resultados en el Giro de Italia
- 1968. 69è de la clasificación general. Vencedor de una etapa

## Palmarés en pista
- 1966 
  -  Campeón de Francia de persecución
- 1967 
  -  Campeón de Francia de persecución y de Omnium
- 1968 
  -  Campeón de Francia de persecución y de Omnium
- 1969 
  -  Campeón de Francia de persecución
- 1970 
  -  Campeón de Francia de persecución
- 1974 
  -  Campeón de Francia de persecución